# Полет 9363 на „Америстар Чартърс“
Полет 9363 на „Америстар Чартърс“ е чартърен пътнически полет от летище „Уилоу Рън“, Ипсиланти, Мичигън, до международното летище „Дълес“, Дълес, Вирджиния, Съединените американски щати, управляван от „Америстар Джет Чартър“. На 8 март 2017 г. самолетът „Макдонъл Дъглас MD-83“, който изпълнява полета, излиза от пистата и катастрофира, след като екипажът прекъсва кацането. Всички на борда оцеляват, като само един е със сериозни наранявания. Машината е наета да транспортира мъжкия баскетболен отбор на Мичиган до турнир във Вашингтон за мач на следващия ден срещу „Илинойс Файтинг Илини“.
Вероятната причина за този инцидент е заседнал десен елеватор, повреден от силните ветрове на летището, докато самолетът е паркиран. Засядането на елеватора попречва на самолета да се завърти по време на излитане. Разследването на Националния съвет за безопасност на транспорта установява, че недостатъци в дизайна на самолета и експлоатационните процедури на авикомпанията пречат проблемът да бъде забелязан преди излитане.
В отговор на катастрофата „Боинг“ разработва модификация на елеваторната система на DC-9 и добавя втори стоп за нея, който да попречи на механизма да се движи отвъд ограниченията си. За DC-9, които все още не са оборудвани с вторичен стоп на елеватора, включително MD-80 и 717, ръководството за поддръжка е преработено, за да се намали силата на вятъра, когато се налага физическа проверка на система преди полет. НТСБ препоръчва на „Боинг“ да приключи и напълно да внедри тези промени, както и да разработи средства за екипажите на DC-9 да откриват този проблем преди опит за излитане.